# Samuel Zehner
Samuel Zehner, född 1594, död 1635. Teologie doktor, pastor och superintendent i Schleusingen i kurfurstendömet Sachsen. 
Han finns representerad i 1937 års psalmbok med originaltexten till ett verk (nr 272)

## Psalmer
- O Gud, giv oss din Andes nåd (1937 nr 272) skriven 1636